# Гимназия с преподаване на западни езици „Захарий Стоянов“
Профилирана гимназия с преподаване на западни езици „Захарий Стоянов“ е общинско средно учебно заведение в град Сливен с профилирано обучение по западни езици – английски, немски и испански.

## История
Гимназията е създадена през 1971 година със заповед на министъра на народната просвета №Д-1 от 10.04.1971 г. като паралелки със засилено обучение по френски език към политехническата гимназия „Добри Чинтулов“. Следващата година е обособено самостоятелно учебно заведение (гимназия) с преподаване на френски език с директор Димитър Димитров.
Още от създаването си гимназията се утвърждава като едно от училищата с най-висок успех в град Сливен.
През 1979 година е открита първата паралелка с изучаване на английски език.
През 1985 година към изучаваните езици е добавен и немският език.

## Постижения и награди

### Постижения на ДЗИ през 2015 г.
Среден успех за ГПЗЕ „Захарий Стоянов“ по данни на МОН. Випускът е от 143 души.
- Немски език: 5.702 при 10 положили изпита (І място в град Сливен).
- Английски език: 5.288 при 89 положили изпита (І място в град Сливен).
- Биология и здравно образование: 5.133 при 8 положили изпита (ІІІ място в град Сливен).
- БЕЛ: 5.083 при 142 положили изпита (І място в град Сливен).
- Философски цикъл: 4.653 при 18 положили изпита (ІІІ място в град Сливен).
- История и цивилизация: 4.113 при 8 положили изпита (ІІІ място в град Сливен).
- Френски език: 3.870 при 1 положил изпита. (Единствено представено училище).
- Математика: 3.696 при 7 положили изпита (V място в град Сливен).
- География и икономика: 3.580 при 2 положили изпита (V място в град Сливен).

Няма положили изпит по „Физика и астрономия“, „Химия и опазване на околната среда“, „Руски език“, „Испански език“ и „Италиански език“.

## Материална база
Гимназията е разположена в две сгради – едната на ул. „Джордж Уошбърн“, където се обучават само осмокласниците, другата на ул. „Великокняжевска“ №1.